# Chimik Jużne (koszykówka)
Chimik Jużne (ukr. Баскетбольний клуб «Хімік» Южне, Basketbolnyj Kłub "Chimik" Jużne) – ukraiński klub koszykarski, mający siedzibę w mieście Piwdenne.

## Historia
Chronologia nazw:
- 2001: Chimik Jużne (ukr. «Хімік» Южне)

Klub koszykarski Chimik Jużne został założony w Jużnem ok. Odessy w czerwcu 2001 roku i reprezentował Odeski przyportowy zakład. Klub jest dziedzicem FSK Chimik Jużne, który w sezonie 2000/01 zajął 4.miejsce w Wyższej Lidze Ukrainy. W sezonie 2001/02 zespół rozpoczął występy w Wyższej Lidze, wygrywając ligę. W sezonie 2002/03 debiutował w Superlidze. W debiutanckim sezonie zajął 6.miejsce. Od 2005 pięć razy z rzędu zdobywał brązowe medale mistrzostw. W sezonie 2008/09 po raz pierwszy w historii europejskiej koszykówki nastąpił podział krajowego związku koszykówki. Formalnie powodem podziału był brak akceptacji przez FBU pewnych ograniczeń. W szczególności limit wynagrodzeń, który istnieje w Stanach Zjednoczonych i limit dla zagranicznych graczy. Niektóre kluby, które nie zrezygnowały z tego stanowiska, zjednoczyły się w nowej lidze - Ukraińskiej Lidze Koszykówki (UBL), reszta pozostała w Superlidze. Chimik startował w Superlidze, w której był trzecim. W 2009, po połączeniu dwóch lig, a mianowicie UBL i Superligi, klub uplasował się na 10.pozycji w Superlidze. W następnym sezonie 2010/11 zajął najgorsze w historii 12.miejsce. W 2012 i 2013 był piątym, a w 2014 osiągnął drugą pozycję, aby w sezonie 2014/15 zdobyć tytuł mistrzowski. W sezonie 2015/16 ponownie mistrzostwa Ukrainy rozgrywane w dwóch osobnych ligach, podporządkowanej FBU SL Favorit Sport oraz w UBL. Klub startował w SL Favorit Sport, wygrywając ponownie mistrzostwo. Sezon 2016/17 klub zakończył na drugim miejscu, a w 2018 na trzecim. W sezonie 2018/19 po raz trzeci zdobył złote medale.

## Sukcesy
- mistrz Ukrainy: 2015, 2016, 2019
- wicemistrz Ukrainy: 2014, 2017
- brązowy medalista Mistrzostw Ukrainy: 2005, 2006, 2007, 2008, 2009, 2018.
- zdobywca Pucharu Ukrainy: 2016
- finalista Pucharu Ukrainy: 2018
- finalista FIBA EuroCup Challenge: 2005/06

## Koszykarze i trenerzy klubu

### Trenerzy
- 2001–2002:  Serhij Pinczuk
- 2002–02.2007:  Zvezdan Mitrović
- 02.2007–05.2007:  Žydrūnas Žvinklis
- 06.2007–2010:  Dmytro Bazełewski
- 2010–2011:  Witalij Usenko
- 2011–2012:  Darko Russo
- 2012–2013:  Zvezdan Mitrović
- 2013–2015:  Kārlis Muižnieks
- od 2015:  Witalij Stepanowski

## Struktura klubu

### Hala
Klub koszykarski rozgrywa swoje mecze domowe w hali FSK Olimp w Jużnem, który może pomieścić 2000 widzów.